# 李乔苹
李乔苹（1895年—1981年），原名永新，学名景新，字乔苹，男，福州闽侯人，中国化学史家、化学教育家，曾任台湾樟脑厂化学研究室主任。

## 家庭
其兄李景铭为清末进士。旅美科学家李耀滋、李诗颖兄弟皆为其侄。